# Björn Ferry
Björn Ferry (* 1. August 1978 in Stensele, Gemeinde Storuman) ist ein ehemaliger schwedischer Biathlet und Olympiasieger im Biathlon.

## Leben und Karriere
Björn Ferry debütierte 2001 bei der ersten Weltcupstation der Saison in Hochfilzen. Schon in seinem dritten Einzelrennen lief er in die Punkte. Mit der Staffel gewann Ferry 2005 in Oberhof mit dem schwedischen Team überraschend ein Weltcuprennen.
Bei den Olympischen Spielen 2002 in Salt Lake City und 2006 in Turin startete er in jeweils allen möglichen Rennen. Seine beste Einzelplatzierung bei Olympia war ein 14. Rang im Sprint 2006. Mit der Staffel verpasste er bei denselben Spielen als Viertplatzierter eine Medaille nur knapp. Bei den Biathlon-Weltmeisterschaften 2007 in Antholz gewann er nach einem vierten Platz im Einzel mit der Mixed-Staffel Schwedens die Goldmedaille. Am 19. Januar 2008 erreichte er in der Verfolgung von Antholz seinen ersten Weltcupsieg in einem Einzelrennen.
Seinen größten Erfolg feierte Ferry mit dem Gewinn des Verfolgungsrennens bei den Olympischen Winterspielen 2010 in Vancouver.
Nach der Saison 2013/14, in der er noch einmal zwei Rennen gewann, den Sprint und den Massenstart von Pokljuka, beendete Ferry gemeinsam mit Carl Johan Bergman seine sportliche Karriere.
Ferry startete für den Verein Storuman IK und ist vielfacher schwedischer Meister. Sein Trainer war bis zur Saison 2010/2011 Wolfgang Pichler, zuletzt wurde er von Staffan Eklund trainiert.
Er lebt in Storuman und ist mit der fünffachen Weltmeisterin im Armwrestling, Heidi Andersson, verheiratet.

## Politisches Engagement
Ferry setzt sich in der öffentlichen Debatte um die Klimakrise gegen die Nutzung von Flugzeugen als Verkehrsträger ein. Auch nimmt er grundsätzlich nur Aufträge im Ausland, etwa für Sportmoderationen, an, wenn er mit der Bahn, bei längeren Reisen mit dem Nachtzug anreisen kann.
Ferry ist Botschafter des Vereins Athletes for Ukraine.

## Weltcupsiege
| Datum                 | Ort                | Land        | Disziplin   |
| --------------------- | ------------------ | ----------- | ----------- |
| 19. Januar 2008       | Antholz            | Italien     | Verfolgung  |
| 24. Januar 2009       | Antholz            | Italien     | Verfolgung  |
| 16. Februar 2010 (OS) | Vancouver-Whistler | Kanada      | Verfolgung  |
| 18. Dezember 2010     | Pokljuka           | Slowenien   | Sprint      |
| 16. Januar 2011       | Ruhpolding         | Deutschland | Verfolgung  |
| 6. März 2014          | Pokljuka           | Slowenien   | Sprint      |
| 9. März 2014          | Pokljuka           | Slowenien   | Massenstart |

## Biathlon-Weltcup-Platzierungen
Die Tabelle zeigt alle Platzierungen (je nach Austragungsjahr einschließlich Olympische Spiele und Weltmeisterschaften).
- 1.–3. Platz: Anzahl der Podiumsplatzierungen
- Top 10: Anzahl der Platzierungen unter den ersten zehn (einschließlich Podium)
- Punkteränge: Anzahl der Platzierungen innerhalb der Punkteränge (einschließlich Podium und Top 10)
- Starts: Anzahl gelaufener Rennen in der jeweiligen Disziplin
- Staffel: inklusive Mixed- und Single-Mixed-Staffeln

| Platzierung                      | Einzel | Sprint | Verfolgung | Massenstart | Staffel | Gesamt |
| -------------------------------- | ------ | ------ | ---------- | ----------- | ------- | ------ |
| 1. Platz                         |        | 1      | 4          |             | 2       | 7      |
| 2. Platz                         |        | 4      | 1          | 2           | 1       | 8      |
| 3. Platz                         | 1      | 1      |            |             | 2       | 4      |
| Top 10                           | 6      | 24     | 25         | 7           | 45      | 107    |
| Punkteränge                      | 18     | 56     | 45         | 31          | 52      | 202    |
| Starts                           | 31     | 84     | 63         | 31          | 52      | 261    |
| Stand: nach der Saison 2010/2011 |        |        |            |             |         |        |